# Provincie Valencie
Provincie Valencie je jednou ze tří provincií španělského autonomního společenství Valencie, jejíž hlavní město je Valencie. Zaujímá centrální část tohoto společenství.
Provincie Valencie je ohraničena provinciemi Alicante, Albacete, Cuenca, Teruel, Castellón a Středozemním mořem. Součástí území je i Rincón de Ademuz, exkláva ohraničená provinciemi Cuenca a Teruel.